# Folwark Podmiejski
Folwark Podmiejski (alt. Podmiejski Folwark) – historyczna część miasta Pińczów w województwie świętokrzyskim, w powiecie pińczowskim w gminie Pińczów. Do końca 1949 samodzielna miejscowość i gromada.
Folwark Podmiejski leży w południowej części Pińczowa, w starorzeczu rzeki Nidy. Rozpościera się wzdłuż ulicy Targowej. W dawnym folwarku znajduje się obecnie Hotel nad Starą Nidą.

## Historia
Folwark Podmiejski był obszarem folwarcznym, a następnie kolonią Pińczowa. W latach 1867–1949 należał do gminy Pińczów w powiecie pińczowskim w guberni kieleckiej. W II RP przynależał do woj. kieleckiego, gdzie 4 listopada 1933 utworzył gromadę o nazwie Podmiejski Folwark w gminie Pińczów.
Podczas II wojny światowej włączone do Generalnego Gubernatorstwa, nadal jako gromada w gminie Pińczów, licząca 120 mieszkańców.
1 stycznia 1950 Folwark Podmiejski włączono do Pińczowa.